# Danîlce, Rohatîn
Danîlce (în ucraineană Данильче) este o comună în raionul Rohatîn, regiunea Ivano-Frankivsk, Ucraina, formată numai din satul de reședință.

## Demografie
Componența lingvistică a comunei Danîlce
     Ucraineană (99,76%)
Conform recensământului din 2001, majoritatea populației comunei Danîlce era vorbitoare de ucraineană (99,76%), existând în minoritate și vorbitori de alte limbi.